# 어 라이프 포 어 라이프
어 라이프 포 어 라이프(러시아어: Жизнь за жизнь, A Life For a Life)는 러시아 연방에서 제작된 예브게니 바우어 감독의 1916년 드라마 영화이다.
이 영화는 Georges Ohnet의 소설에 기반을 둔다.

## 출연
- Olga Rakhmanova - Mrs. Khromova 역
- Lidiya Koreneva - Musya Khromova 역
- Vera Kholodnaya - Nata Khromova 역
- Vitold Polonsky - Prince Vladimir Bartinsky 역
- Ivane Perestiani - Zhurov (상인) 역[3]